# محاکمه نظامی شورش کین (فیلم ۲۰۲۳)
محاکمه نظامی شورش کین (به انگلیسی: The Caine Mutiny Court-Martial) فیلمی محصول سال ۲۰۲۳ و به کارگردانی ویلیام فریدکین است. در این فیلم بازیگرانی همچون کیفر ساترلند، جیسون کلارک، جیک لیسی، مونیکا ریموند، لنس ردیک، لوئیس پولمن، جی دپلاس، دیل دای و تام رایلی ایفای نقش کرده‌اند.